# نادوئس
نادوئس یکی از نجیب‌زادگان ایرانی در زمان حکومت شاهنشاه خسرو انوشیروان ساسانی (حک. ۵۳۱–۵۷۹) بود. او در سال ۵۷۶ برای مذاکره صلح با امپراتور تیبریوس دوم بیزانس به قسطنطنیه فرستاده شد. در پی آن شخصی به نام تئودور به عنوان فرستاده بیزانس به ایران فرستاده شد.